# Montana, Wisconsin
Montana är en kommun (town) i Buffalo County i delstaten  Wisconsin, USA. Befolkningen uppgick till 340 vid folkräkningen år 2011.[källa behövs]

## Historia
Staden grundades den 12 november 1867.

### Fotnoter
1. ↑  United States Census Bureau (red.), USA:s folkräkning 2020, läs online, läst: 1 januari 2022.[källa från Wikidata]
2. ↑  ”Montana, Town of, Buffalo Co”. Wisconsinhistory.org. Arkiverad från originalet den 12 februari 2015. https://web.archive.org/web/20150212051338/http://www.wisconsinhistory.org/dictionary/index.asp?action=view&term_id=7068&search_term=montana. Läst 15 oktober 2011.